# Lee Hyo-jung
Pour les articles homonymes, voir Lee.
Dans ce nom coréen, le nom de famille, Lee, précède le nom personnel.
Lee Hyo-jung est une joueuse de badminton sud-coréenne née le 13 janvier 1981 à Pusan.
Elle est sacrée championne olympique en double mixte avec Lee Yong-dae et vice-championne olympique en double féminin avec Lee Kyung-won en 2008 à Pékin. Elle met un terme à sa carrière en novembre 2010, après une médaille d'or aux Jeux asiatiques de 2010.